# Левашовка (Липецкая область)
Левашовка — деревня Воскресенского сельсовета Данковского района Липецкой области России.

## География
Деревня расположена на правом берегу реки Птань. По северной границе Левашовки протекает река Замарайка.
Через деревню проходит просёлочная дорога.

## Население
| 2010 |
| ---- |
| 0    |

## Достопримечательности
В Левашовке находится православный храм «Церковь Казанской иконы Божией Матери».